# هم‌پیمان (آرایه‌شناسی)
هم‌پیمان (به انگلیسی: Alliance)، یک گروه‌بندی غیررسمی است که در آرایه‌شناسی زیست‌شناسی استفاده می‌شود. اصطلاح «هم‌پیمان» یک رتبه آرایه‌شناختی تعریف‌شده در هیچ‌یک از کدهای نامگذاری نیست. برای هر گروهی از گونه‌ها، جنس‌ها یا تبارهایی که نویسندگان می‌خواهند به آن‌ها ارجاع دهند، استفاده می‌شود که در برخی زمان‌ها موقتی به‌عنوان مرتبط و نزدیک در نظر گرفته شده‌اند.

## جستارهای بیشتر
- همباشی (بوم‌شناسی)